# Robin R2160 / Alpha 160

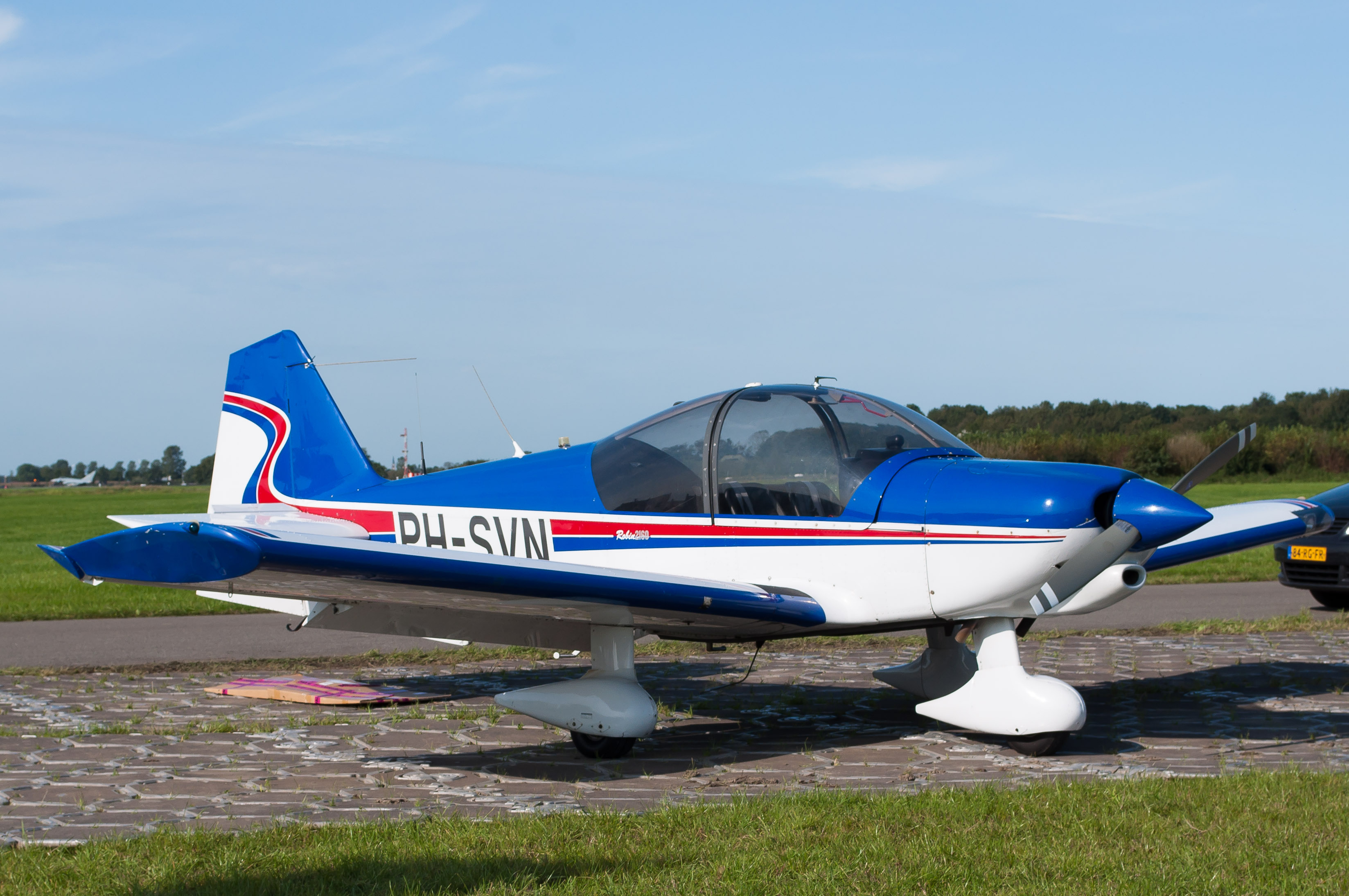
PH-SVN (7093545777)

Die Acrobin (R2160) ist ein zweisitziges Sport- und Kunstflugzeug. Sie wurde als gutmütiges Schulflugzeug mit der Möglichkeit zum Erlernen der Grundlagen des Kunstfluges entwickelt. Die Ruderkräfte sind dabei im Gegensatz zu Hochleistungskunstflugzeugen so ausgelegt, dass ein Flugschüler die zugelassenen g-Kräfte durch Steuereingaben kaum überschreiten kann. Die R2160 verfügt über nebeneinanderliegende Sitze sowie eine für ein Kunstflugzeug ungewöhnlich hohe Zuladung und ist deshalb auch als Reiseflugzeug geeignet. Obwohl zwischen 1976 und 2013 unter verschiedenen Bezeichnungen in verschiedenen Ländern und von verschiedenen Firmen produziert, hat sich die Grundkonstruktion bewährt und wurde nur in kleinen Details verändert.

## Geschichte
Konstruiert von Christophe Heintz in seiner Zeit als Chefkonstrukteur bei Avions Robin ist die zweisitzige HR200/R2000-Familie (ICAO type designator: R200) als Ganzmetallflugzeug mit starken optischen Anleihen in der Auslegung der hölzernen Robin DR 400 ausgelegt. Sie bietet die hervorragenden Sichtverhältnisse der Robin-Flugzeuge; optisch unterscheidet sie sich vor allem durch den geraden Flügel von dem auf der Jodel basierenden Erfolgsmodell DR 400 von Robin mit Knickflügel. Die R2000-Familie erhielt dabei als Weiterentwicklung der nicht kunstflugfähigen ursprünglichen HR200-Familie eine neue Flügelsektion und ein stark vergrößertes Seitenleitwerk mit auffälliger ventraler Finne zur Verbesserung der Ausleitung von Trudeln. Sie bietet einige zur Sicherheit beitragende neue technische Merkmale, wie z. B. Doppel-Steuerknüppel, die in einer gemeinsamen zentralen Säule unter dem Armaturenbrett enden und damit gegen unabsichtliches Blockieren durch verrutschende Sitzkissen oder Einwirkung durch Passagiere besser geschützt sind. Erstflug war 1976, gebaut wurde die R2160 zuerst in Frankreich (Dijon Darois) bei Avions Pierre Robin (später APEX Aircraft); unter Lizenz auch in Kanada und schließlich von 2004 bis 2008 in Neuseeland (als Alpha 160). Insgesamt wurden über 300 Exemplare gebaut, von denen noch zahlreiche im Einsatz sind. Einige geringer motorisierte und nicht kunstflugfähige Varianten wurden ebenfalls gefertigt. Die zu einer Holding in Hongkong gehörende Firma Alpha Aviation Concept Ltd. in Hamilton, Neuseeland ist aktueller Halter des Typenzertifikates und liefert weiterhin zertifizierte Ersatzteile.

## Nomenklatur
Es entstanden über die Jahre primär durch unterschiedliche Motorisierung, aber auch durch die verschiedenen Produktionsorte, einige Varianten und Unterbezeichnungen des Typs, manchmal und nicht durchgehend mit zusätzlichen Beinamen versehen (Alpha Sport, Alpha, Sport, Club, Acrobin). Am häufigsten gebaut wurde die kunstflugfähige R2160 / Alpha 160 mit 160 PS-Motor. Sowohl die HR200 wie die R2160 und ihre Varianten wie die Alpha 160i werden von der International Civil Aviation Organization (ICAO) mit dem gemeinsamen Type Designator R200 bezeichnet. Die Europäische Agentur für Flugsicherheit (EASA) und das Luftfahrt-Bundesamt bezeichnen die R2160 und ihre Varianten R2100, R2112 und R2120 bei der Herausgabe von technischen Mitteilungen und Lufttüchtigkeitsanweisungen zusammengefasst als R2000-Baureihe, den Typ R2000 selbst gibt es jedoch nicht. Die aktuelle Herstellerfirma fasst die Flugzeuge als Alpha 2000 Serie zusammen. Die derzeit für den Typ national zuständige Behörde CAA nennt die Serie R 2000. Auf Spotter-Seiten findet man die Modellbezeichnungen oft inkorrekt mit einem Punkt (z. B. R.2160) versehen. Das EASA Type Certificate TCDS-A.086 gibt die technischen Unterschiede der zugelassenen Varianten im Detail an.

## Varianten

### Avions Pierre Robin / Apex
R2100
identisch zur R2160 bis auf den schwächeren Motor Lycoming O-235 H2C, ohne Propellerspinner und Radverkleidungen
R2100A
identisch zur R2100 mit erhöhter Abflugmasse, mit Propellerspinner und Radverkleidungen
R2112
Nachfolger der R2100 mit 83,5 kW (112 hp) Lycoming O-235 L2A or L2C Motor und neuem Lufteinlauf
R2120U
nicht-kunstflugfähige Variante abgeleitet aus der R2112, mit Lycoming O-235 L2A Motor, mit kleinem Seitenleitwerk und ohne ventrale Finne, ursprünglich ohne Propellerspinner und Radverkleidungen
R2160
mit 119 kW (160 hp) Lycoming O-320 D2A Motor, die typische Acrobin
R2160D
Technisch zur R2160 identische Version, aber mit reduzierter maximal erlaubter Drehzahl, nach deutschen Lärmgrenzen zugelassen.
R2160i
identisch zur R2160, aber mit Lycoming AEIO-320 D2B Einspritzmotor, erlaubt damit auch längeren Rückenflug

### Alpha Aviation
Alpha 120Tneuseeländische Version der R2120U, nicht kunstflugfähig, mit kleinem Seitenleitwerk und ohne ventrale Finne, mit Radverkleidungen
Alpha 160Aneuseeländische Version der R2160 mit geringen Modifikationen
Alpha 160Aineuseeländische Version der R2160i mit Lycoming AEIO-320 D2B Einspritzmotor, erlaubt auch längeren Rückenflug

### Technische Daten
- ICAO Type Designator : R200
- Daten für die Variante R2160:
- Motor: Lycoming O320 D2A, Leistung 160PS
- Treibstoffmenge: 1 Rumpftank 120L (wahlweise 160L)
- Spannweite: 8,33 m
- Tragflügelfläche: 13 m²
- Rumpflänge: 7,10 m
- Leergewicht: 590 kg
- max. Startgewicht: 900 kg (800 kg bei einigen Varianten und bei Nutzung als Kunstflugzeug)
- Reisegeschwindigkeit: 120 kt (220 km/h)
- Höchstgeschwindigkeit: 178.5 kt (331 km/h)
- max. G-Kräfte: −3/+6g

Zugelassene Kunstflugfiguren (R2160/R2160D): Looping, Rolle, Turn, Immelmann, Abschwung, Trudeln, Gerissene Rolle
Die Daten können je nach Modell und Ausrüstung abweichen.